# Зенонів Херсонес
Зенонів Херсонес (грец. Ζήνωνος Χερσόνησο) — античне місто-фортеця в кримській частині Боспорського царства, що було розташоване за 17 км на захід від міста Пантікапей (біля сучасного села Курортне Керченського району АР Крим).
Найпівнічніша точка Керченського півострова, мис Зюк, відповідає розташуванню античного Зенонового Херсонесу і на ньому, час від часу, проводяться археологічні розкопки.

## Історія і розташування
Про поселення Зенонів Херсонес стало відомо з праці Птолемея «Керівництво з географії» (Γεωγραφικὴ Ὑφήγησις. Ptol.,III,6,4). В праці Птолемея вказані координати поселення (вказано, що наступне поселення від Парфенія і в 17,8 кілометра від Пантикапея). На Птолемеєвій карті відстань між мисом Кимерій (сучасний мис Камінний на Таманському півострові) та городищем Зенонів Херсонес становила 210' по довготі і 15' по широті, в перерахунку на кілометри це буде становити 36,4 кілометри, по прямій, що відповідає дісному розташуванню мису Зюк.
Давні еліни поселилися на мисі Зюк заради його вигідного розташування, адже від материка мис відділений тонкою піщаною перемичкою, яка в часи припливу стає мілководною протокою. Доволі глибокі дві бухти хороше укриття для кораблів. Еліни обрали північно-західну частину мису у важкодоступній скелястій частині для побудови своєї твердині, яку вони назвали Херсонес (з грецької перекладається як мис чи півострів). Таким чином вони мали природний захист, у вигляді урвистих скелястих берегів і моря, яке проглядалося зусібіч з вершини пагорба і скель мису.
Та в IV столітті Зенонів Херсонес було захоплено і зруйновано гунами (що підтверджують ознаки руйнувань укріплень та пожеж), але поселенці, невдовзі, повернулися до городища. Ще 2 століття тут жили греки-понтійці, але то були уже часи занепаду, а в VII столітті ознаки осідлості на півострові Зюк зникають.

## Гіпотези
Оскільки Птолемей у своїх «Керівництвах з географії» лише раз згадував про це античне місто, а після нього тривалий час згадок про це поселення не було, то точно локалізувати Зенонів Херсоонес доволі важко. Лише в сучасні часи, при наявності високоточної техніки археологам вдається добиратися до відповіді на ці та схожі, втрачені часом, питання. Сумніви виникали через те, що за Птолемеєм два населених пункти: Зенон Херсонес і Гераклій слід шукати на Азовському узбережжі.
- Масленников Олександр Олександрович та Зубарєв Віктор Генадієвич, які проводили комплексні археологічні дослідження городища вважають, що розкопані ними руїни поселення еллінської епохи із кам'яними мурами і є Зенонів Херсонес. Масивні мури, акрополь та фрагментами кераміки, монетами і уламки розписного штукатурки відповідали періоду VI століття до н. е. — VI століття н. е, що й утвердило вчених у своїй гіпотезі.
- Проте Віктор Францевич Гайдукевич піддає сумнівам остаточне розміщення Зенонового Херсонеса[3]
- Натомість російський історик 19 століття Латишев Василь Васильович вважав (ще до розкопок), що на мисі Зюк розташоване інше, згадуване Птолемеєм місто на березі Азовського моря, а за Страбоном поселення — Гекраклій (як поселення розташоване поруч з Мірмекією).

## Археологічні особливості
Городище Зенонів Херсонес знаходиться на північно-східній частині мису Зюк. Його площа 0,9-1,1 гектари. Археологічні розкопки проводилися в 1978–1984 роках. Відкрита поверхня (розкопано) 2900 квадратних метрів. Археологічні розкопки проводила експедиція інституту археології Російської академії наук під керівництвом Масленникова Олександра Олександровича.
Масивні мури, акрополь та культурні нашарування городища (з фрагментами кераміки, монетами, уламками розписного штукатурки й побутовими дрібничками), відповідають періоду VI століття до н. е. — VI століття н. е. Під час розкопок було знайдено чимало артефактів:
- фрагменти написів — 4
- графіті та діпінті — 56
- монети — 156
- теракоти і фрагменти терракот — 58
- черепичні  —2

### Укріплення городища
Найбільш дослідженими ділянками городища Зенонів Херсонес є його фортечні мури. Перші дослідження мису А.А. Диріним (1894-1895 роки) вказали на наявність фортифікаційних споруд, а майже через століття, уже триваліша експедиція на мис Зюк довела існування фортеці еллінських часів й дала можливість визначити її назву та розташування і особливості. Археологи виявили перші ознаки мурів на мисі Зюк, які відповідають першій половині 3 ст. до н. е. Збереглись вони погано, але цілком можуть бути реконструйовані.
Південно-східну ділянку мурів було зведено на зольно-сміттєвому насипі. Початком стіни був стрімкий скельний виступ, а далі вона тягнулася в західно-північному напрямку на довжину в 20 метрів (з яких вціліло лише 9,2 метри). Цоколь мав ширину 3-3,2 м, і довжину 0,3 -0,9 м. Археологи виявили особливості спорудження цоколя: спершу у зольному ґрунті рилась траншея, трохи ширша, ніж кладка, на дно насипали шар золи і щебеню, товщиною 0,1-0,15 метрів кожен, згодом укладали шар (0,2 метра) необроблених дрібних та середніх каменів, і їх фіксували більшим камінням плоскої форми.
Наступна ділянка стіни мала довжину 16 метрів (а ширину 3,2-3,3 метри) і розверталася під прямим кутом відносно попередньої, а фундамент її стояв на рівній поверхні скелі. Вона відгороджувала поселення зі сторони південно-східного обриву мису в напрямку з північного сходу на південний захід. Тут фундамент майже всюди стояв на вирівняній скелі. Обидві ділянки стіни щільно з'єднувались, а фундамент першої стояв на 0,4 м нижче рівня «підошви» іншої. Цей прийом пояснювався різницею щільності підстилаючих ґрунтів, що зумовило різну просадку і, водночас, не позначалось на міцності стіни. Ця археологічна знахідка стала підтвердженням того, що містяни були добре обізнані про основні будівельні прийоми, які часто використовувались при будівництві стін міст. Завдячуючи артефактам знайденим в шарі золі під фундаментом, вчені дійшли висновку, що ця частина муру була поставлена в другій чверті III століття до нашої ери.
стіни.
З південного заходу городище було огороджено, але через руйнування мису, цей кут із подальшою частиною муру не збереглися. Вчені припускають, що довжина його була більше 4 метрів і вона впиралася об фундамент трапецієподібної споруди (5,7 х 5,8 х 4,5 м). Це була вежа або ж бастіон, від якого залишився лише ряд необроблених каменів. З північного сходу цієї споруди знову прокладено стіну на довжину 4,5 метри, далі залишків стіни не простежується (що пов'язується різкою крутизною рельєфу). Лише на західній стороні городища знову можна простежити захисні мури довжиною 10 метрів — з південного сходу на північний захід, які мали ширину 2,5 метри (в деяких місцях збереглася й кладка — висотою 1,5 метри). Стіна тут складається з великих вапнякових каменів, покладених плоскими гранями назовні. Далі стіна, різко повертає на північний схід, прямуючи до скельного масивом на краю мису.
Про вигляд стін, вежі і воріт достовірних даних не збереглося, лише невеличка згадка в доповіді російського вченого-археолога А. А. Діріна, який ще в наприкінці 19 століття провів перші розкопки та надав детальний опис давнього городища:
|  | На берегах його здіймаються групи скель, з яких одна, найбільша і. безумовно, неприступна зі сторони моря (а з боку суші до неї можна пройти лише вузенькою й крутою стежкою) була обнесена камінною стіною, валом і викопаним ровом. Вал і рів ясно видні, стіна ж, а точніше фундамент стіни, років 15 тому розібрали рибалки, які неподалік розселилися. З розповідей цих людей можна дізнатися... |

### Побутова архітектура
Зенонів Херсонес в різні часи свого існування мав різну архітектуру: спершу це було поселення із хаотичними будівлями, потім уже городище із компактними спорудами без вулиць, а вже з появою мурів характерні ознаки міста - вулиці з кварталами будинків. Від цих споруд залишилися одні руїни, які й дослідили археологи: відкопавши фундаменти і основи стін різних будівель, а у двориках іта на вулицях знаходили уламки черепиці та посуду, інвентар, зброю і монети. Саме за цими знахідками, знаючи особливості грецької побутової архітектури, вчені-археологи склали уявлення про поселення Зенонів Херсонес, від часу його спорудження до загибелі.
Отже, будівлі міста були одно або двоповерховими, зроблені з брил місцевих вапняків та глини, подекуди зустрічались будинки з тесаних вапнякових блоків (квадрів і сирцевої глини). А от деревину, якої майже не було у степових регіонах, використовували обмежено: робили з неї тільки каркас даху, двері та віконні рами. Дахи своїх жител греки-понтійці, зазвичай, накривали черепицею, а підлоги були мощені, земляні. Дворики при будинках були вимощені галькою або уламками вапняку. Перший поверх у будівлях був господарським, а другий поверх був житловий.
Численні господарські ями, віднайдені археологами, мали дзвоноподібну форму і заглиблені на 2-2,5 метри. Така їх кількість вказує на статки містян та жваву торгівлю в місті, бо саме в ямах вони зберігали зерно та інші продукти.

### Античне капище
Зі східної сторони півострова дослідили грот в якому виявилися залишки культурних шарів та знахідки, які свідчать про розміщення тут давнього святилища.

## Сучасний стан
Мис Зюк — мис в Україні, займає важливе стратегічне становище (як найпівнічніша точка Керченського півострова) на ньому розташований пост спостереження прикордонних військ України.
На мисі проводилися археологічні дослідження та експедиції, після землетрусу, за свідченнями мешканців села, частина мису зсунулася в море. Поруч античного городища місцеві жителі облаштували цвинтар села Курортне.
Зі сходу мис Зюк омивається затокою Рифів, а із заходу затока Морської піхоти, тому околиці мису характеризується численними зсувами ґрунту. За часів СРСР на півострові було встановлено пам'ятний знак радянським десантникам.